# Ждребе (сазвежђе)
Ждребе (лат. Equuleus) је најмање (после Јужног крста) од 88 модерних сазвежђа, и једно од 48 оригиналних Птоломејевих сазвежђа.

## Најзанимљивији објекти дубоког свемира
Због својих малих димензија, ово сазвежђе није богато небеским маглинама.
Најсјајнија галактика у сазвежђу је НГЦ 7015, сјаја 12.4м, димензија 1.8'x1.6'. НГЦ 7046 је галактика придивног сјаја 13.2м, док су остале галактике у сазвежђу још слабијег сјаја.

## Митологија
Ждребе је везано уз ждребе Целариса, брата крилатог коња Пегаза. Бог Меркур је поклонио Целариса Кастору.